# HM Prison Weare
El HMP Weare (HMP es la abreviatura de Her Majesty’s Prison o “Prisión de Su Majestad”) fue un barco-prisión amarrado en el Puerto de Pórtland, Dorset, Inglaterra.
El Gobierno del Reino Unido lo estableció en 1997 como una medida temporaria para aliviar la superpoblación en las prisiones. El Weare fue amarrado en un astillero antiguamente usado por la Marina Real en la Isla de Pórtland. El 9 de marzo de 2005, fue anunciado que la prisión cerraría. Su clausura se debió principalmente a los altos costos económicos que representaba su mantenimiento y a que ya era innecesaria.
Entre las opciones que se sugirieron acerca de qué hacer con el barco se encontraban la de trasladarlo a Londres y la de hundirlo en el Puerto de Pórtland o alrededor de la isla como un arrecife artificial y un punto importante para el buceo.
Entre los reclusos más conocidos del Weare, cabe destacar a Dan Treacy, fundador de la banda de New Wave Television Personalities, quien estuvo encarcelado desde 1998 hasta junio de 2004 por delitos relacionados con las drogas.
Hubo una fuga en 2003, cuando, según las fuentes de información, un recluso “Saltó por encima de la pared” y escapó.
Tras la clausura del HMP Weare en 2006 el buque fue vendido a Sea Trucks Group, y fue remotorizado para su uso como alojamiento para trabajadores de la industria petrolífera con una capacidad de 500 trabajadores. fue renombrado Jascon 27, el buque abandonó Pórtland bajo remolque en 2010, con destino a Onne, Nigeria